# Eliasz Czetwertyński-Światopełk
Eliasz Czetwertyński-Światopełk (ur. 1606, zm. 6 listopada 1640 w Perejsławiu) – polski książę, rotmistrz chorągwi kozackiej, uczestnik powstania kozackiego (1630).

## Życiorys
Eliasz pochodził rodziny książęcej, Czetwertyńskich, gałęzi Rurykowiczów – rodu kniaziowskiego.
W 1623 r. wstąpił do wojska. Brał udział prawie we wszystkich kampaniach wojennych w ostatnich latach panowania Zygmunta III Wazy i Władysława IV Wazy. Najpierw służył jako towarzysz, później jako porucznik by w końcu w stopniu rotmistrza chorągwi kozackiej. Został ciężko ranny w 1630 r. podczas powstania kozackiego, dowodzonego przez hetmana Tarasę Fedorowicza, w czasie zdobywania taboru pod Perejesławiem. W 1635 r. podczas mobilizacji wojennej przeciwko Szwedom przyprowadził do obozu własną chorągiew jazdy kozackiej. W 1638 r. po upadku powstania kozackiego, był jednym z komisarzy, którzy w dniu 4 grudnia 1638 r., dokonali w Masłowym Stawie reorganizacji rejestrowego wojska kozackiego. W tym samym roku był posłem na sejm I Rzeczypospolitej i został wybrany deputatem do trybunału radomskiego.

### Życie prywatne
Jego ojcem był Stefan Światopełk-Czetwertyński, a matką Anna Bokiej-Pieczychwostska herbu Bokij. Miał dwójkę rodzeństwa, Aleksandra i Mikołaja. Został pochowany w cerkwi prawosławnej w Lublinie. Nad grobem umieszczono epitafium łacińskie. Był wyznawcą prawosławia, wspierał finansowo cerkiew.